# 黄山毛峰
黄山毛峰茶（こうざんもうほうちゃ）は、中華人民共和国安徽省黄山市の名山黄山を産地とする緑茶である。中国十大銘茶の一つ。
「名山は名茶を産する」というスローガンのもと、廬山雲霧の後進として、清の光緒元年（1875年）に、歙県漕渓（現在の徽州区富渓郷）の茶商の謝正安は黄山の周辺の茶畑で作られるようになったのが、現在の毛峰茶の直接の起源である。
製法は、採取した茶葉を、蒸すのではなく高温で煎る。その時間が、龍井茶よりも長いことから、緑茶ではあるが黄緑がかった色をしている。茶葉の形状が、採取した時のままの形を保っていることを最上として「雀舌」と形容する。且つ高級になるほど、茶葉に白い産毛がある。それらを称して「白毫披身、芽尖似峰」と言い、毛峰の語源となっている。良質の黄山毛峰を形容する「雀舌」は別名「毛尖」とも呼ばれている。黄山の巍巍たる峰に因んで、黄山毛峰の場合を特に毛峰と呼び習わしている。
他の地域で同じ手法で作られる茶葉は、形が「雀舌」であっても、例えば「信陽毛尖」「都勻毛尖」と呼ばれ、毛峰と呼称されることはない。
ただ、一般的な茶行で購入できる毛峰茶には、白い産毛を確認することはほとんど出来ない。味は、草の香を少し残しており、口に含んだ時に感じる茶の味と苦みが混ざることで、毛峰茶に特有の生草の香を含んだ茶の風味を特に「白蘭」と表現している。碧螺春と同様に、白い産毛が多いほど、風味が高くなる。
飲用方法は、龍井茶を参照。